# Dipartimento di Choluteca
Il dipartimento di Choluteca è un dipartimento dell'Honduras meridionale avente come capoluogo Choluteca.
Il dipartimento di Choluteca comprende 16 comuni:
- Apacilagua
- Choluteca
- Concepción de María
- Duyure
- El Corpus
- El Triunfo
- Marcovia
- Morolica
- Namasigue
- Orocuina
- Pespire
- San Antonio de Flores
- San Isidro
- San José
- San Marcos de Colón
- Santa Ana de Yusguare